# John Pickering (linguiste)
John Pickering, né le 7 février 1777 à Salem et mort le 5 mai 1846 à Boston, est un juriste, linguiste et philologue américain, principalement connu pour ses travaux et son expertise dans le domaine des langues amérindiennes d'Amérique du Nord, président de l'Académie américaine des arts et des sciences de 1839 à 1846.

## Biographie

### Famille et études
John, né le 7 février 1777 à Salem, est le fils aîné de Rebecca White et du colonel Timothy Pickering, officier de l'Armée continentale lors de la guerre d'indépendance, homme politique, secrétaire d'État des États-Unis sous la présidence de George Washington puis de John Adams, entre 1795 et 1800. La famille s'étant installée à Philadelphie pendant la guerre, c'est là que John Pickering commence à étudier, non seulement en anglais mais aussi en français.
En 1786, son père l'envoie chez son oncle, (homonyme) John Pickering, à Salem. Le jeune John y fréquente la Latin Grammar School. En juillet 1792, il est admis au Harvard College, où il est diplômé en 1796. De retour chez ses parents, à Philadelphie, son père devenu Secrétaire d'État des États-Unis, le présente à la bonne société américaine. John Pickering décide de s'orienter vers le droit, et commence l'apprentissage de la profession chez l'avocat Edward Tilghman (1750-1815). Cependant neuf mois après, il devient secrétaire de légation auprès de William Smith (1758–1812) qui vient d'être nommé ambassadeur à la cour de Lisbonne.

### Voyages
John Pickering arrive au Portugal en août 1797. Pendant les vingt-sept jours de mer, il a appris le portugais. Profitant de toutes les occasions de s'instruire, il étudie les lois, les coutumes, les langues, lisant Le Droit des gens d'Emer de Vattel, ou commençant l'apprentissage de l'arabe grâce à un lettré originaire de Damas. Pickering étudie également l'italien, l'espagnol. Il apprend même le turc, car l'ambassadeur William Smith, lui indique qu'il aura peut-être à se rendre à Constantinople. En novembre 1799, John Pickering est envoyé au service de Rufus King, ambassadeur auprès de la couronne britannique, à Londres. Secrétaire particulier de King, il utilise son temps libre pour étudier le droit et la philologie, lisant par exemple Elements of the civil law de John Taylor, ou les ouvrages de Tite-Live consacrés au droit romain. Au début de l'année 1800, il se rend en France, puis aux Pays-Bas. À Paris, il rencontre Madame de Staël et Napoléon. À Leyde, il s'entretient longuement avec le juriste et professeur de grec Jean Luzac. Chargé d'une importante collection d'ouvrages acquis lors de son périple européen, John Pickering, rentre aux États-Unis et arrive à Boston en novembre 1801. À son retour, il travaille à la correction d'une nouvelle édition des œuvres de Salluste, pour un éditeur de Salem et prépare son examen d'admission au barreau.

### Carrière
En mars 1804, John Pickering est admis au barreau et ouvre un cabinet à Salem. Il épouse, le 3 mars 1805, Sarah White, une petite-cousine, de cette union naissent trois enfants, Mary Orne, John et Henry White. Il se voit offrir, en juin 1806, la chaire Hancock d'hébreu et de langues orientales au Harvard College, mais il décline cette proposition.
Pickering continue sa pratique du droit à Salem, mais ne néglige pas sa passion pour les langues. Il publie, en 1816, A Vocabulary or Collection of Words and Phrases which have been Supposed to be Peculiar to the United States of America, une étude comparative de l'anglais et de l'américain, puis On the Adoption of a Uniform Orthography for the Indian Languages of North America concernant les langues amérindiennes. En tant qu'élu à la General Court of Massachusetts, il rédige des rapports, comme Report on the Subject of Impressed Seamen with the Evidence and Documents accompanying it, dans lequel son patriotisme ne fait aucun doute, alors que la guerre anglo-américaine de 1812 fait rage. Il publie également de nombreux articles de droit, comme par exemple « Admiralty Digest » ou « Remarks on the Study of the Civil Law » dans l’American Jurist. Pour l’Encyclopedia Americana, il rédige « Agrarian Laws of Rome » qui décrit dans le droit romain le concept de propriété privée. Son article « Egyptian Jurisprudence », publié dans la North American Review, met en évidence les textes juridiques anciens, qui, s'ils ont été exploités en Europe, ne l'ont guère été jusqu'alors par les juristes anglophones.
De 1818 à 1824, Pickering est membre du board of overseers (conseil de sureveillance) de l'université Harvard. Il obtient son titre de Legum Doctor du Bowdoin College en 1822, puis de Harvard en 1835. Il déménage à Boston, en 1827, où il est nommé city solicitor (procureur de la ville). Il est élu  président de l'Académie américaine des arts et des sciences, en 1839. Pickering est membre fondateur et président, en 1842, de l'American Oriental Society, la plus ancienne société savante américaine consacrée à la recherche fondamentale dans les études asiatiques. Son domaine de recherche s'étend aussi aux langues polynésiennes et de la région indo-pacifique. En 1845, il présente à l'Académie américaine des arts et des sciences son article, On the Language and Inhabitants of Lord North's Island in the Indian Archipelago; With a Vocabulary. Ce travail s'intéresse à la langue des habitants de l'île de « Lord North », aujourd'hui connue sous le nom de Hatohobei dans l'archipel des Palaos. Pendant l'été 1845, John Pickering ressent les premiers symptômes d'une maladie qui l'emporte le 5 mai 1846. Il repose au Broad Street Cemetery à Salem.